# Muriqui-do-sul
O muriqui-do-sul  (nome científico: Brachyteles arachnoides), também chamado simplesmente de mono-carvoeiro ou muriqui, é uma espécie de primata da família Atelidae e do gênero Brachyteles endêmico da Mata Atlântica brasileira. É uma das duas espécies existentes de muriqui, sendo a outra o muriqui-do-norte (nome científico: Brachyteles hypoxanthus). Ocorre principalmente nos estados do Paraná, São Paulo, Rio de Janeiro, Espirito Santo e Minas Gerais. Com quase 1,60 m de comprimento e pesando até 15 kg, o muriqui do sul é o maior primata não-humano das Américas. É uma espécie considerada como "criticamente em perigo" pela IUCN e "em perigo" pelo Ministério do Meio Ambiente. Isso se deve principalmente à alta fragmentação da Mata Atlântica e à caça ilegal, que pode levar pequenas populações reduzidas à extinção rapidamente.
O muriqui-do-sul tem longos braços e uma cauda preênsil, que permite a braquiação. Ao contrário do muriqui-do-norte, sua face é negra, sem manchas esbranquiçadas, e não possui o polegar vestigial. Os testículos são volumosos, consequência de um sistema de acasalamento promíscuo.

## Etimologia
Muriqui vem do tupi muri'ki e significa "gente que bamboleia, que vai e vem". A espécie é conhecida como "povo manso da floresta", graças a seus hábitos pacíficos e de permanência em grupo.

## Características
É um animal dócil, de pelagem bege espessa e macia, com anel de pelos mais claros ao redor da face. Não possui polegar. A coloração da pele da face, das mãos, pés, planta da cauda e do escroto é preta. Os machos têm caninos consideravelmente mais longos que as fêmeas. De braços e pernas longos e finos, gosta de se balançar nas árvores segurando-se apenas pela cauda, que é preênsil.

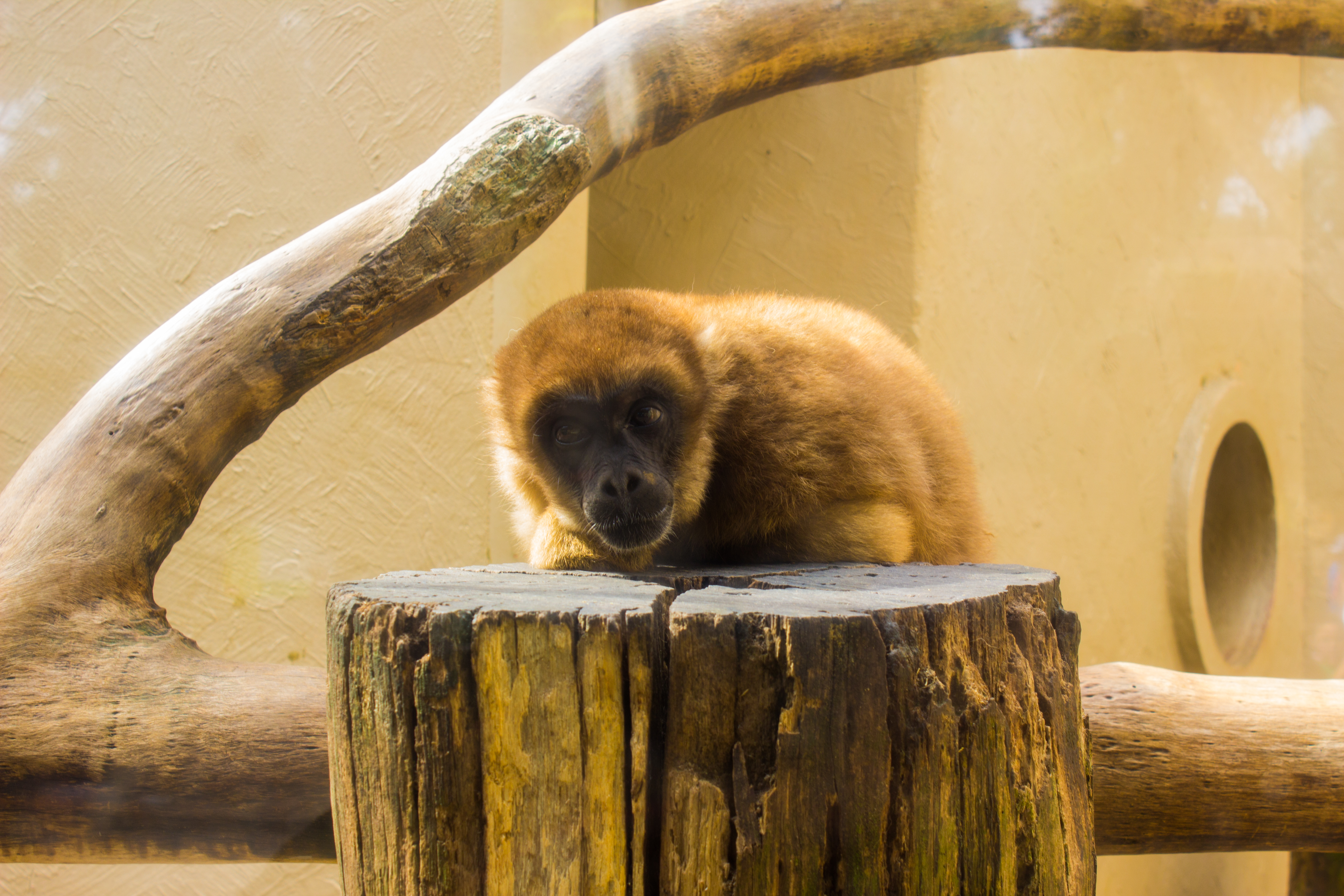
Um individuo em cativeiro no Zoológico de Sorocaba

Os muriquis machos medem entre 55-78 cm de comprimento — sem contar com a cauda, que acrescenta mais 74-80 cm no comprimento — e podem pesar de 9,6 a 15 kg quando adultos. Os indivíduos do sexo feminino são relativamente menores, tendo entre 46-63 cm de comprimento do corpo e mais 65-74 da cauda, pesando entre 8-11 kg. Machos e fêmeas têm o ventre proeminente.

## Comportamento e ecologia
De hábitos diurnos, os muriquis geralmente vivem em altitudes que variam de 400 m a até 2.050 m de altitude. Alimentam-se sobretudo de folhas, mas também podem consumir quantidades significativas de frutas, flores, cascas, bambus, samambaias, néctar, pólen, e sementes. De hábitos gregários, vivem em grupos que possuem entre 4-43 indivíduos.
Os muriquis machos, ao contrário de muitos outros primatas, passam grandes períodos de tempo juntos, sem comportamento agressivo significativo. Também não são territoriais. Extremamente ágeis chegam a dar saltos de até dez metros na copa das árvores, eles também podem dormir durante parte do dia.

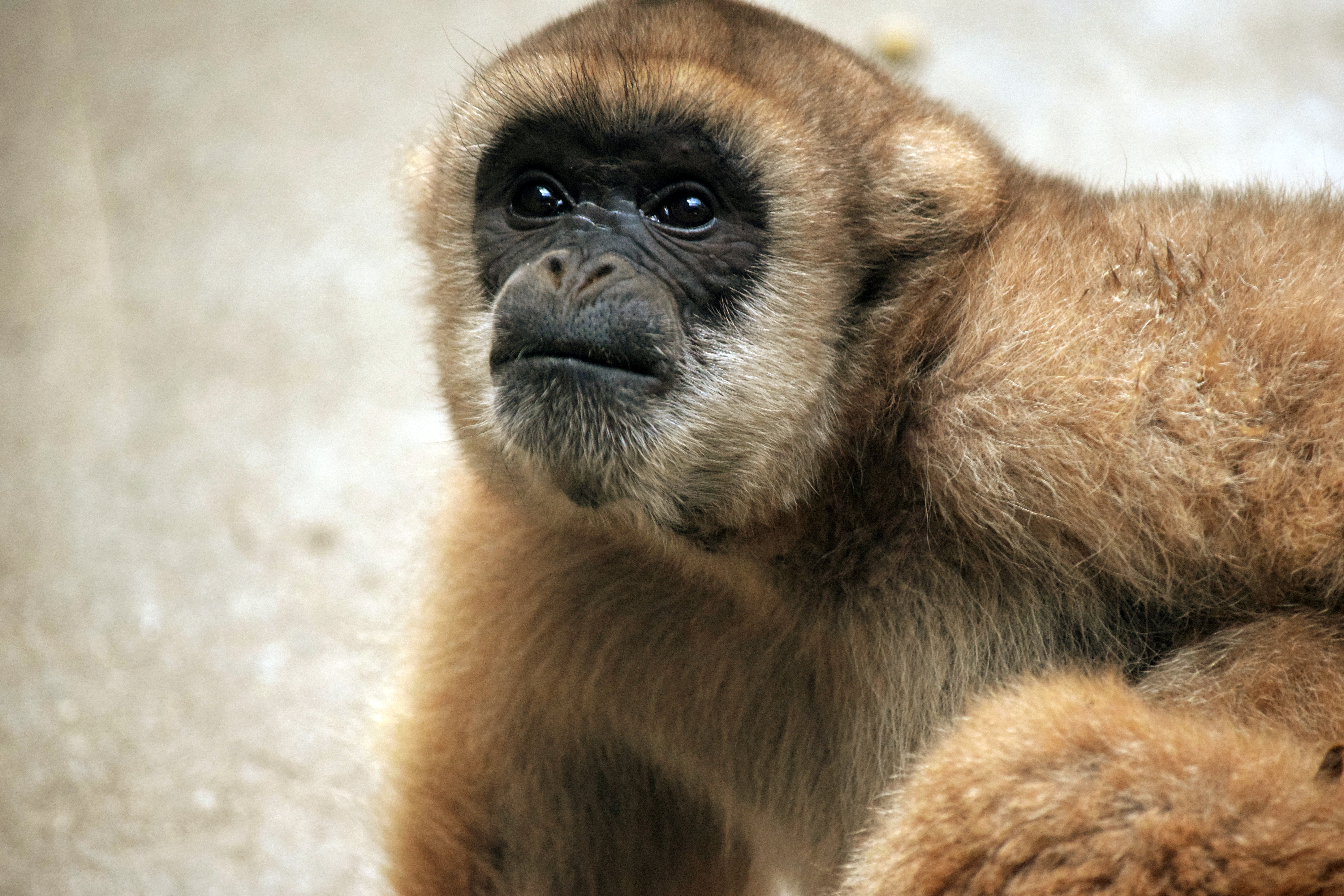
Muriqui-do-sul no Zoológico de São Paulo

Muriqui-do-sul no Parque Estadual Carlos Botelho

## Conservação
Endêmico da Mata Atlântica do sudeste do Brasil (do sul da Bahia até o Paraná), sofre os efeitos do antropismo por várias vertentes:
- destruição da floresta que é seu habitat original
- caça ilegal nas áreas estatais preservadas
- comércio ilegal em áreas privadas

Segundo estimativas, existiam aproximadamente cerca de 1.300 muriquis do sul vivendo no Brasil em 2005, são considerados um dos primatas mais ameaçados do mundo.

### Iniciativas de conservação
A Associação Pró-Muriqui desenvolve pesquisas com o Muriqui do Sul no estado de São Paulo (Parque Estadual Carlos Botelho) desde 1993. Este é o único estudo de longo prazo com mono-carvoeiro em florestas não-fragmentadas do Brasil. O principal foco de atuação destas pesquisas situa-se no continuum ecológico de Paranapiacaba, o maior remanescente natural do bioma Mata Atlântica ainda existente no país (210.000 hectares de floresta contínua). Promove treinamento de jovens estudantes em primatologia de campo, visando à formação de recursos humanos que serão os futuros tomadores de decisão nas áreas de conservação e pesquisa.
O Programa Muriqui, do Parque Nacional da Serra dos Órgãos, no Rio de Janeiro, acompanha grupos da espécie, estudando suas rotas e hábitos. O projeto conta com o apoio do centro de Primatologia do Rio de Janeiro, localizado em Guapimirim.
Outros estudos importantes foram desenvolvidos com monos-carvoeiros existentes nas matas da fazenda Barreiro Rico, em Anhembi, no estado de São Paulo, de propriedade da família Reis de Magalhães.

##### Em cativeiro
Existem apenas duas populações cativas de muriquis-do-sul, ambas das quais se encontram no Brasil, no zoológico municipal de Curitiba e no zoológico de Sorocaba, com este ultimo estando localizado a 80 km do Parque Estadual Carlos Botelho, considerado um dos maiores santuários para o Muriqui do sul, e o único no qual a espécie foi devidamente estudada em um ambiente de floresta contínua.